# Black Cat Tavern
La Black Cat Tavern fue un bar LGBT que se situaba en el 3909 W. Sunset Blvd. en el distrito Silver Lake de Los Ángeles, California.

## Historia
En 1967, en la noche de Año Nuevo, unos policías de incógnito se infiltraron en la Black Cat Tavern. Después de detener a varios clientes por besarse en público para celebrar el nuevo año, los polícias, sin identificarse, golpearon a varios clientes y finalmente arrestaron a dieciséis personas en el bar, incluidos tres camareros. El bar llevaba abierto solo dos meses. Las detenciones crearon disturbios en los alrededores, logrando que más de doscientas personas salieran a la calle en protesta por las redadas. Las protestas fueron sofocadas por escuadrones de polícias armados. Dos de los hombres arrestados fueron condenados, bajo la ley estatal, y registrados como delincuentes sexuales. Los hombres apelaron, afirmando el derecho de igualdad bajo la ley, pero la Corte Suprema no aceptó el caso.
A partir de estos sucesos nacieron la revista The Advocate y la liberal Metropolitan Community Church. Además, precedieron por dos años a los disturbios de Stonewall, que significaron el comienzo del movimiento LGBT en Estados Unidos. A causa de la redada, la Black Cat Tavern fue cerrada y se convirtió, posteriormente, en un bar gay latino llamado Le Barcito. El cartel original, representando a un gato blanco y negro se mantiene en el edificio. El 7 de noviembre de 2008 el sitio fue declarado Monumento Histórico Cultural de Los Ángeles.